# Драгаш-Войвода
Драгаш-Войвода (болг. Драгаш войвода) — село в Болгарии. Находится в Плевенской области, входит в общину Никопол. Население составляет 629 человек.

## Политическая ситуация
В местном кметстве Драгаш-Войвода, в состав которого входит Драгаш-Войвода, должность кмета (старосты) исполняет Маргарита Георгиева Динкова (Болгарская социалистическая партия (БСП)) по результатам выборов.
Кмет (мэр) общины Никопол — Валерий Димитров Желязков (Болгарский земледельческий народный союз (БЗНС)) по результатам выборов.